# Галич, Пётр Николаевич
Пётр Николаевич Галич (12 июля 1923, Глинск, Полтавская губерния — 13 января 2005, Киев) — советский и украинский физикохимик, доктор химических наук, профессор, заслуженный деятель науки и техники Украины.

## Биография
Родился 12 июля 1923 года в селе Глинск Сумской области.
В 1951 году окончил нефтяной факультет Львовского политехнического института; в 1954 году — аспирантуру при Институте нефти, успешно защитив кандидатскую диссертацию. В Институте нефти работал до 1959 года — старшим научным сотрудником, а затем заместителем заведующего лабораторией высокомолекулярных соединений нефти. Его исследования строения высокомолекулярных компонентов нефти, механизма смоло- и асфальтообразования в процессах старения дизельных топлив и производстве битумов были использованы на Одесском НПЗ в 1957 году.
В 1959 году он переехал в Киев, где стал заместителем руководителя сектора нефтехимии Института химии высокомолекулярных соединений. В 1963 году он возглавил отдел, научное направление которого было связано с катализом в нефтехимии. К 1970 году он подготовил и защитил докторскую диссертацию «Разделение и каталитическое превращение углеводородов на цеолитах». В дальнейшем, Галичем вместе с сотрудниками была открыта каталитическая реакция алкилирования метилзамещённых ароматических углеводородов метанолом в боковую цепь. В 1976 году, вместе с Атрощенко и Гутерей, за цикл работ в области промышленного гетерогенного катализа он получил премию имени Л. В. Писаржевского.
В 1989 году вышел на пенсию. Под его руководством было выполнено и защищено 25 кандидатских и 4 докторских диссертации. Им было написано около 300 научных статей. Он стал автором и соавтором 48 изобретений.  
Умер 13 января 2005 года.